# Poręby (Sobiesęki Trzecie)
Poręby – część wsi Sobiesęki Trzecie w Polsce, położona w województwie wielkopolskim, w powiecie kaliskim, w gminie Szczytniki.
W latach 1975–1998 Poręby należały administracyjnie do województwa kaliskiego.